# Полски Тръмбеш
Полски Тръмбéш (изписване до 1945 година: Полски Трѫмбешъ) е град в Северна България, област Велико Търново. Намира се на около 37 km северно от град Велико Търново. Административен център е на община Полски Тръмбеш и има 4289 жители по настоящ адрес към 31 декември 2022 г. 
По данни на ГРАО към 15 юни 2023 г. в града живеят 4233 души по настоящ адрес и 4807 души по постоянен адрес.

## География
Град Полски Тръмбеш се намира в средната част на Дунавската хълмиста равнина. Разположен е край река Елия, ляв приток на течащата на около 2 km източно от града река Янтра. В миналото реките Елия и Янтра са причинявали наводнения, за предпазване от които левият нисък бряг на Янтра е коригиран с водозащитни диги, отделили от коритото ѝ стари нейни меандри, видими в ниските части между града и реката. Климатът е умереноконтинентален. Почвите са алувиално-ливадни, карбонатни и типични черноземи. Има находища на мергели и термална минерална вода.
Надморската височина на кръстовището при църквата „Рождество Богородично“ е около 43 m, по източния край на града откъм река Янтра се мени слабо около 40 m, а към северозападния му край нараства до около 100 m.
Източно покрай Полски Тръмбеш минава в направление север – юг първокласният републикански път I-5, който е част от Европейски транспортен коридор Е85. На север той води покрай съседното село Полско Косово, град Бяла и нататък към град Русе, а на юг – към Велико Търново. В направление северозапад – югоизток преминава през Полски Тръмбеш третокласният републикански път III-407, а на запад-югозапад води третокласният републикански път III-502.
През Полски Тръмбеш минава железопътна линия, водеща на север към Русе, а на юг през възловата гара в град Горна Оряховица (връзка с железопътната линия София – Варна) за Велико Търново, Стара Загора, Кърджали.
Населението на Полски Тръмбеш,  наброявало към 1934 г. 4507 души, търпи по-нататък резки числени промени поради присъединяването през 1971 г. и последвалото отделяне през 1991 г. на село Климентово до 5471 души към 1992 г., след което плавно намалява до 3736 души към 31.12.2021 г. според НСИ. 
При преброяването на населението към 1 февруари 2011 г., от обща численост 4359 лица, за 3479 лица е посочена принадлежност към „българска“ етническа група, за 282 – към „турска“, за 43 – към ромска, за 28 – други и известна част не се самоопределят или не са дали отговор.

## История
За пръв път селището е споменато в османските регистри през 1430 г. с името Полски Търъмбеш. Назовава се с още няколко имена, но във всички има именния термин Тръмбеш. А самата дума „тръмбеш“ е от старославянски „тръмбя“, което означава подготовка на земята преди оран, т.е. почистването ѝ от треви, храсти, стебла и прочее. Към 1865 г. то е имало 40 – 50 български и турски къщи – почти по равно от двете народности. При първото преброяване на населението през 1880 г. жителите са 521.
Дълги години селището е малко по размери с незначително по брой население.
Прокарването през 1900 г. на железопътната линия Русе – Горна Оряховица (първи етап на железопътната линия Русе – Подкова) дава тласък за по-бързо икономическо развитие на района. Гарата е открита официално през 1901 г. През 1911 г. в селото вече е утвърден ежеседмичен пазар в сряда. Търгува се добитък; изкупуват се зърнени храни, вълна, кожи, грозде, птици и други. Идват търговци от Елена, Търново (от 1965 г. – Велико Търново), Свищов, Русе; всяка година има панаир. Развиват се хранително-вкусовата, мелничарската, минната промишленост. Открива се клон на Българска земеделска банка (около 1922 г.), основава се Популярна банка (1924 г.), клон на Българска търговска банка (1928 г.); през 1900 г. е открито първото предприятие – мелница „Гирдап", през 1923 г. – керамична фабрика „Странджа“, през 1924 г. – 2 маслобойни, през 1938 г. – клон на Районния кооперативен съюз в Търново, през 1942 г. – консервна фабрика; откриват се големи търговски магазини и складове в района на гарата. Към 2019 г. пазарът съществува и е много оживен поради средищния характер на селището.
През 1873 г. в Полски Тръмбеш е основано училище. През 1894 г. е открита непълна смесена гимназия – от 2 октомври 1923 г. в новопостроена сграда, през 1900 г. – Допълнително занаятчийско училище, по-късно – Допълнително промишлено занаятчийско училище
От 1929 г. селото е електрифицирано.
През 1951 г. е създадена Участъкова болница, преименувана от 1962 г. на Общинска болница, от 1965 г. – Градска болница, от 1972 г. – Районна болница и от 1986 г. отново е Общинска болница с предмет на дейност: лечебна и профилактична дейност на населението от общината. На основание ПМС № 103 от 31 май 1999 г. и решение № 428 от 22 юли 1999 г. на общинския съвет – Полски Тръмбеш от болницата се отделя поликлиниката като самостоятелно Амбулаторно-поликлинично здравно заведение. Със Заповед № РД-20-05 от 18 юли 2000 г. на министъра на здравеопазването и решение на Окръжен съд – Велико Търново от 28 август 2000 г. болницата се преобразува в „Многопрофилна болница за активно лечение – Полски Тръмбеш“ ЕООД с общинско имущество.
На 21 януари 1949 г. е учредено ТКЗС „Нов живот“ – село Полски Тръмбеш, което в края на 1958 г. влиза в състава на ОТКЗС „В. И. Ленин“ – с. Полски Тръмбеш (1959 – 1973) Впоследствие то се променя на: клоново стопанство – Полски Тръмбеш към Аграрно-промишлен комплекс „Янтра“ – Полски Тръмбеш (1974 – 1989); ТКЗС „Янтра“ (1989 – 1991); Земеделска кооперация (ЗК) „Янтра – 92“ – Полски Тръмбеш (1992 – 1992); ЗК „Янтра – 92“ – Полски Тръмбеш в ликвидация (1992 – 1995).
Предприемчивият дух на местното население и наличието на удобни железопътни и шосейни връзки със селищата на съседните общини спомагат за по-нататъшното развитие на хранително-вкусова и машиностроителна промишленост. Маслодобивната фабрика, наречена „Марек“ и консервната фабрика „Мизия“ увеличават производството си и снабдяват региона с хранителна продукция. Ремонтната работилница прераства в машинно-тракторна станция (МТС), а по-късно в машиностроителен завод „Първи май“. Това развитие е предпоставка за нарастване на населението и със Закон за обявяване на села и селища за градове и селища от градски тип от 11.09.1964 г. Полски Тръмбеш е обявен за град

## Население
Численост на населението според преброяванията през годините:
| \| Година на преброяване \| Численост \| \| --------------------- \| --------- \| \| 1934 \| 4507 \| \| 1946 \| 5067 \| \| 1956 \| 6072 \| \| 1965 \| 4702 \| \| 1975 \| 6636 \| \| 1985 \| 6831 \| \| 1992 \| 5471 \| \| 2001 \| 5199 \| \| 2011 \| 4359 \| \| 2021 \| 3628 \| |           |
| Година на преброяване | Численост |
| 1934 | 4507      |
| 1946 | 5067      |
| 1956 | 6072      |
| 1965 | 4702      |
| 1975 | 6636      |
| 1985 | 6831      |
| 1992 | 5471      |
| 2001 | 5199      |
| 2011 | 4359      |
| 2021 | 3628      |

Етническият състав включва 3479 българи и 282 турци.

## Икономика и инфраструктура
Икономиката на града и общината е свързана преди всичко с развитието на селското стопанство и хранително-вкусовата промишленост. В града има железопътна гара, автогара, редуцирана болница, пощенска станция, средно училище, Винпром, мелница и други. Към 2014 г. функционират следните по-големи фирми:
- „Сиконко – Агрия АД“ – Земеделска продукция – производство и търговия на едро
- Специализирана болница за продължително лечение и рехабилитация (СБПЛР) „Минерални бани“ с Център за Спешна помощ
- „Мирослав Ганчев ЕТ“, „Минко Дживодеров ЕТ“, „Анфарм инженеринг – Анка Маринова ЕТ“ – Аптеки
- Хотел „Есперанто“[27]
- „Мелсом ЕООД“ – Мелници и търговия на брашно
- „Районна Потребителна Кооперация – Полски Тръмбеш“ – Хранителни стоки – магазини
- „Строителство и Благоустройство ЕООД“ – Строителни материали – производство
- „Стройко – Д ООД“ – Строителни материали – търговия
- „Васил Иванов Костов ЕТ“ – Хидроизолация – услуги
- „Омикрон ООД“ – Електроматериали и съоръжения – търговия
- „Подем ЕООД“, „2000 – Михаил Шишков ЕТ“ – Металообработка
- „Вирома ООД“ – Бензиностанции
- „Милушеви ООД“ – Вътрешни и международни товарни превози. Пласмент и търговия с автомобилни гуми
- „ЕТ Георги Георгиев – Роси 99“ – Специализиран транспорт
- „Интеграл ПТ ООД“ – Книжарници и книгоразпространение
- „Агрикултура – СК – Христо Христов ЕТ“ – Земеделска продукция – производство и търговия на едро
- „Имона – Иван Христов ЕТ“ – Безалкохолни напитки – производство
- „Иваничка Цонева – ИВА – ВЕТ ЕТ“ – Ветеринарни медикаменти
- „Бизнес център – Полски Тръмбеш СНЦ“ – Бизнес консултанти
- „Росита ЕТ“ – Асоциации и сдружения

## Минерална вода и балнеология

### Находище
В края на Полски Тръмбеш на изхода за Климентово има находище на минерална вода с хипертермален произход. Построена е къпалня с два открити басейна и хидромасажни вани. Минералната вода е открита със сондаж през май 1970 г. на дълбочина от 25 – 30 m до 750 m. Температурата е 44 – 47 °C. Находището е най-голямото в Централна Северна България. Дебитът на водата е 50 – 60 л за секунда и е по-голям от този на балнеолечебните курорти Банкя (24 l/s), Вършец (15 l/s), Кюстендил (33 l/s), Бургаски минерални бани (36 l/s) Сливенски минерални бани (17 l/s), Старозагорски минерални бани (20 l/s), Хасковски минерални бани (36 l/s), Павел баня (16 l/s), Баня (Карловски минерални бани) (16 l/s), Баня (община Панагюрище) (20 l/s), Долна баня (25 l/s), Стрелча (18 l/s) и др.

### Химически състав на минералната вода
Химическият състав е сравним с този на известните термоминерални извори при Карлови Вари и Яхимов в Чешкия масив, Харгита в Карпатите, Бад Гащайн в Алпите, Виши в Централния френски масив и Будапеща. Минералната вода има алкален характер (рН – 7,7) и е йонизирана. Преобладават сулфатни, хлорни и натриеви йони.
| Катиони      | Формула | mg/l |
| Натриеви     | Na+     | 580  |
| Калциеви     | Ca2+    | 313  |
| Магнезиеви   | Mg2+    | 119  |
| Калиеви      | К+      | 29   |
| Аниони       | Формула | mg/l |
| Сулфатни     | SO2− 4  | 1035 |
| Хлорни       | Cl−     | 951  |
| Бикарбонатни | HCO− 3  | 192  |
| Нитратни     | NO− 3   | 13   |

Съдържа в по-малки количества бром, желязо, манган, литий, барий, следи от стронций и др. Общата минерализация е 3,3 – 5,7 g/l.

### Ползване
Водата е подходяща за пиене в малки количества и има лечебно и профилактично действие по данни на световноизвестния институт „Луи Пастьор" във Франция. Подходяща е за лечение на редица заболявания на:
- опорно-двигателния апарат; различни форми на ревматизъм, артрити и деформиращи артрози
- стомашно-чревната система; хронични гастрити, колити, язви на стомаха и дванадесетопръстника
- пикочно-половата система; цистит
- обмяната на веществата; диабет, хронични чернодробни и жлъчни заболявания
- кожни заболявания; екземи.

Бившата районна болница МБАЛ „Д-р Методи Миновски“ ЕООД е закрита и от нея е останал само център „Спешна помощ“. Преобразувана е в Специализирана болница за продължително лечение и рехабилитация (СБПЛР) „Минерални бани“, която работи от май 2017 г. Има 2 отделения и 130 легла. Изработен е проект за отвеждане на минералната вода до болницата и провеждане на балнеолечение в сградата.

## Образование и култура
В Полски Тръмбеш към 2024 г. има:
- действащо общинско средно училище СОУ „Цанко Церковски“[31] и детска градина;[32]
- действащо читалище „Отец Паисий 1905“;[33][34]
- постоянно действаща православна църква „Рождество Богородично“;[35]
- джамия
- Адвентистка църква

### Училище
Съществува като гимназия до 1950 г., след което се слива с основното училище в „средно политехническо училище“ (СПУ) „Девети септември“. През периода 1981 – 1990 г. е „единно средно политехническо училище“ (ЕСПУ). От края на учебната 1990/1991 г. е средно общообразователно училище (СОУ) „Цанко Церковски“.

### Читалище
Читалище „Отец Паисий 1905“ в Полски Тръмбеш е създадено през 1905 г. Към читалището има Детска музикална школа с класове по пиано, акордеон и народно пеене, където се обучават деца и от съседните села. Работят състав за художествено слово „Карамелчета“, детски театрален състав и състав за латиноамерикански танци. Изградена е и Детска школа по български народни танци към Фолклорна формация „Полянци“.

### Исторически музей
Нов културен институт за града е Историческият музей. Открит е на 8. ІХ. 2007 г. Има шест експозиционни отдела: Археология; Възраждане, Нова и най-нова история; Етнография; Антропология; Художествен и Лапидариум. Събран е фонд и предстои създаването на военно-историческа експозиция. Музеят е настанен в масивна сграда, строена през 1923 и 1933 г. Представени са всички периоди на човешката цивилизация оставила артефакти в тукашния край. Няма период, за който не съществува информация (хиатус). Сред най-интересните паметници са хокерно погребение (полагане на тялото в земята, както е било преди раждането) от неолитната епоха, граничен стълб между римските провинции Мизия и Тракия от 136 г., оброчна плочка, посветена на богиня Хеката, бронзова камбана която притежава тайнството да сбъдва желания, множество предмети, инструменти и съоръжения с производствен и битов характер, колекция от възстановки на исторически личности, направени по меките тъкани на черепа, документи и прочее.
Ежегодно се провеждат национални научни конференции. През 2013 г. се провежда седмата. Издават се сборници с материалите от конференциите. Ежегодно се провеждат по десетина музейни изложби, в това число международни. По инициатива на Историческия музей 11 юли е обявен за исторически празник на Полски Тръмбеш. Свързан е с деня на освобождението му от османско владичество през 1877 г. В музея се провеждат прояви на други обществени и културни организации. Може да се използва и като база за обучение на студенти.

## Спорт
Градът има традиция в плувните спортове. Преди години в Полски Тръмбеш са се провеждали републикански състезания. Изградена е спортна база със закрит и открити плувни басейни, един от които е бил с олимпийски размери. В спортния комплекс „Добри Динев“ е възстановен и функционира един плувен басейн и е изграден един детски басейн.
Основава се Спортно дружество „Левски“.
През 80-те години на XX век под патронажа на Пенчо Кубадински е изграден комплекс за ловна трап стрелба. Провеждани са европейски състезания.

## Редовни събития
- 8 септември – Празник на града, организиране на ежегоден панаир, увеселителни люлки; музеят провежда ежегодно национална научна конференция, провеждат се и други литературни и културни прояви.
- 24 май – Ден на славянската писменост и култура, ежегодно изпращане на абитуриентите.
- 16 май – Спортен празник на града.
- 11 юли – Исторически празник – Ден на освобождението на града от османско владичество.

## Кухня
Известен специалитет тук е местната рибена чорба. Приготвя се от сладководни риби. Желателно е да са няколко вида, по възможност хищни. Първо се приготвя отделно бистър бульон от зеленчуци (доматите зелени, за да не оцветят бульона). Накрая зеленчуците се отстраняват и в бульона се сварява рибата. Подправки: дивисил, риган, тарос и др. Сервира се гореща и подлютена. 

## Личности
- Родени в Полски Тръмбеш
  - подполковник Емилия Николова Гайдарджиева – Гърбова (р. 1932), първата жена в България - летец на военен реактивен самолет (1953 – 1954 и 1968 – 1978 г.) [41]
  - Йордан Колев (1936 – 2017), композитор и педагог
  - Веселин Маринов (р. 1961), певец, почетен гражданин на града от 2004 г.
  - Мартин Дамянов (р. 1978), писател
- Други личности, свързани с Полски Тръмбеш
  - Цанко Церковски (1869 – 1926), писател и политик, учител в Полски Тръмбеш през 1892 – 1894 г.
  - Христо Бойчев (р. 1950), драматург. Автор на пиеси, играни в 34 страни на света. Живял, учил и работил като инженер в П. Тръмбеш от 1963 до 1985 г. Почетен гражданин на града от 2004 г.
  - Калоян Илиев (р. 1980), футболист, почетен гражданин на града от 2004 г.